# Armenopolis, suflet armenesc
Armenopolis, suflet armenesc este un film documentar românesc din 2014. Este regizat de Florin Kevorkian și Izabela Bostan Kevorkian. A avut premiera la 10 octombrie 2014. Filmul este produs de Campion Film în colaborarea cu Uniunea Armenilor din România.

## Prezentare
Armenopolis este denumirea veche a orașului Gherla, Cluj. Localitatea a fost fondată de armeni care au migrat de-a lungul secolelor din Armenia în jurul Mării Negre.